# Costa da Morte

Costa da Morte na mapie Galicji

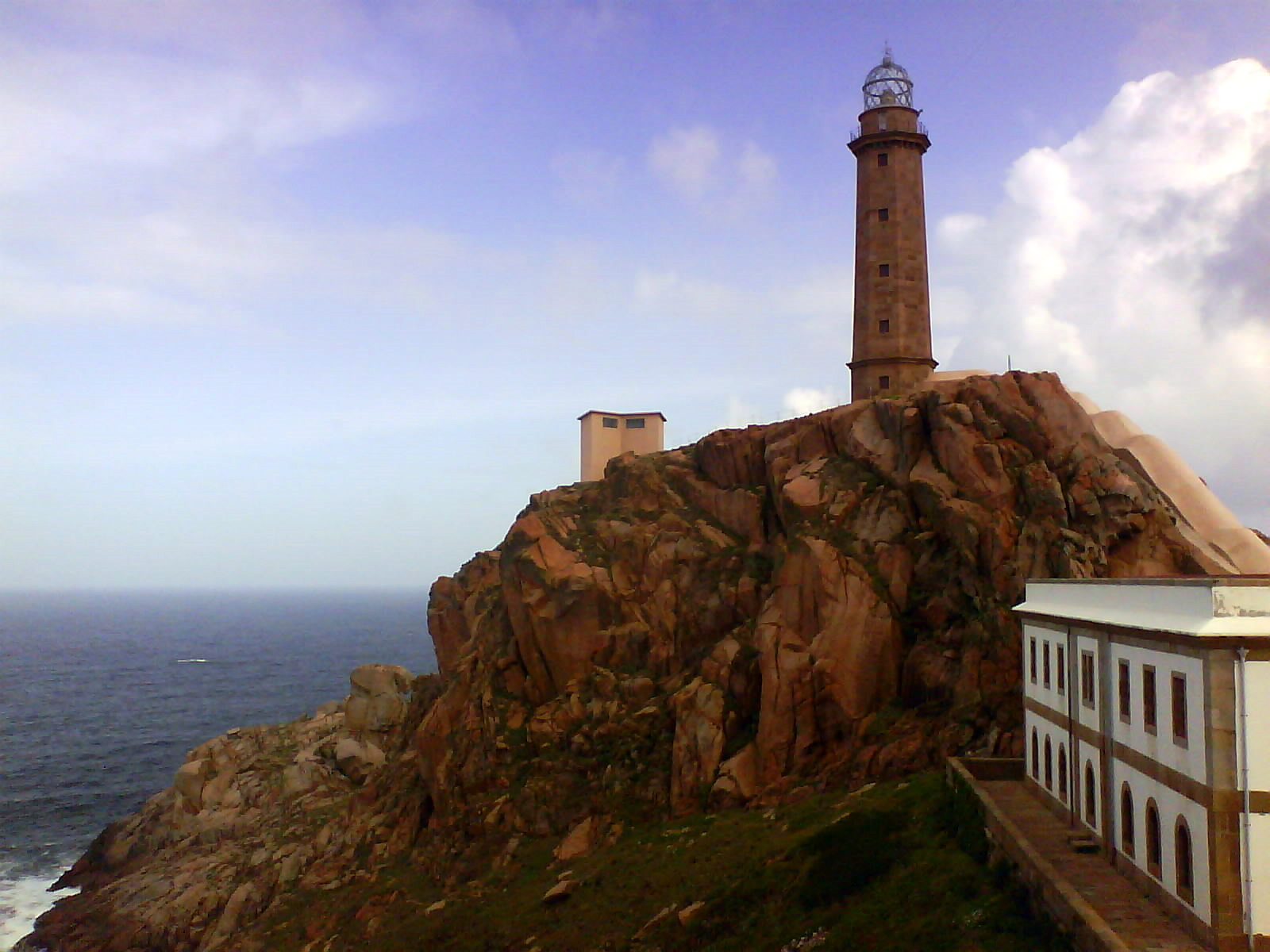
Latarnia morska na przylądku Vilán

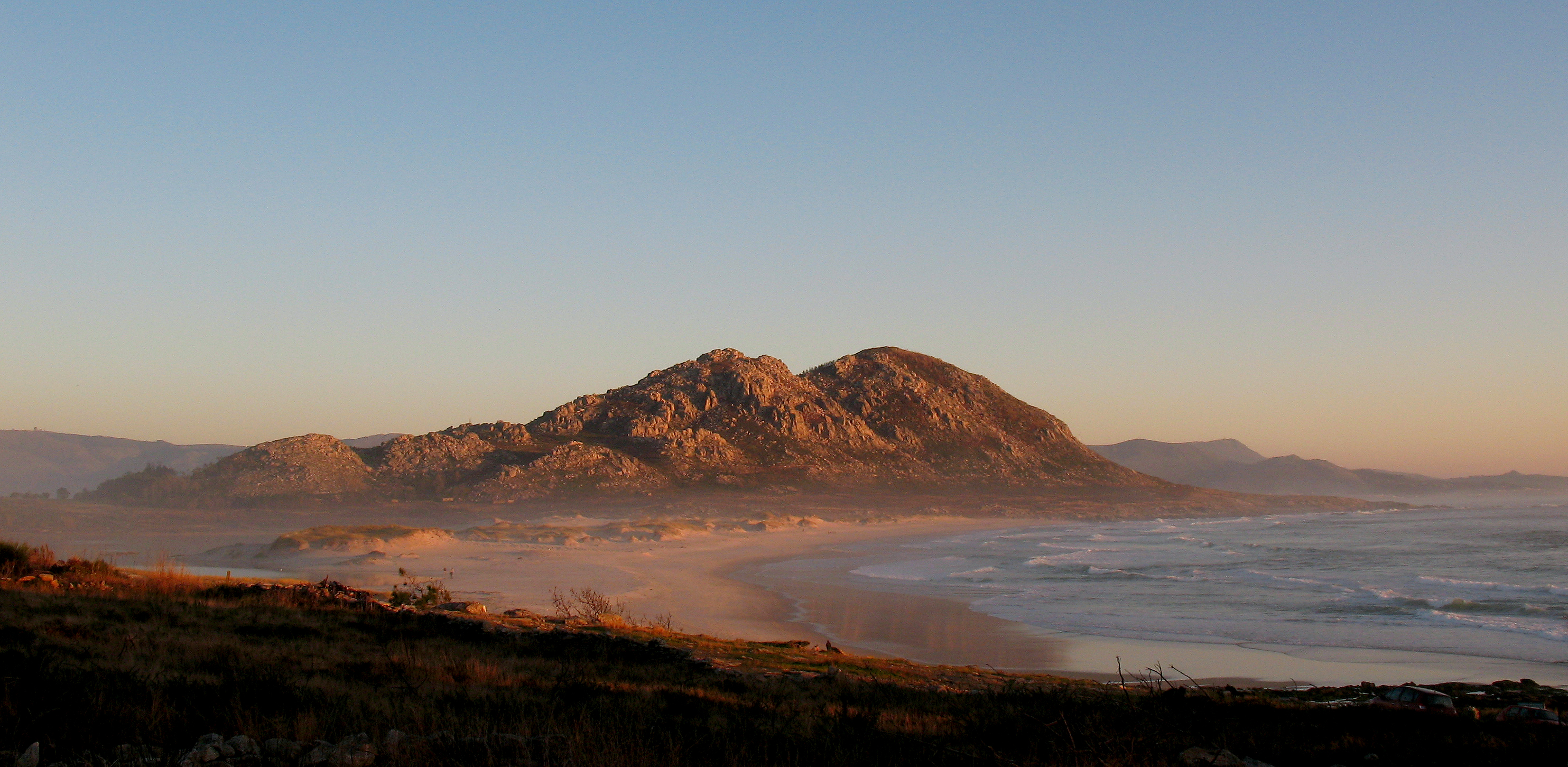
Monte Louro

Costa da Morte (wymowa galicyjska: [ˈkɔsta ða ˈmɔɾte], hiszp. Costa de la Muerte, pol. Wybrzeże Śmierci) – wybrzeże w hiszpańskiej wspólnocie autonomicznej Galicja. Rozciąga się pomiędzy gminami A Laracha i Muros.
Costa da Morte zawdzięcza swoją nazwę licznym wrakom statków zatopionych wzdłuż zdradzieckiego skalistego wybrzeża. Według innej teorii, podobnie jak Przylądek Fisterra, nazwa wywodzi się od „skraju świata” (łac. Finis Terrae), za którym rozpościera się nieznany i nieprzystępny obszar. Wybrzeże Śmierci nie jest chronione przez zawiłą linię brzegową, bądź przez przybrzeżne wyspy, tak jak w przypadku regionu Rías Baixas – narażone jest na bezpośrednie działanie Oceanu Atlantyckiego. Wielokrotnie brzeg dotykały katastrofy ekologiczne wywołane wyciekiem ropy naftowej, w tym zatonięciem zbiornikowca MT Prestige w 2002 roku.
Linia brzegowa jest urozmaicona – ciągnące się przez wiele kilometrów plaże przeplatają się z wysokim brzegiem. Położona tuż nad oceanem góra Monte O Pindo osiąga 640 m n.p.m. Costa da Morte przecina sieć niewielkich rzek, m.in. rzeka Xallas, która uchodzi do oceanu wodospadem Enseada do Ézaro. Jest to jedyna rzeka w Europie uchodząca w ten sposób do morza lub oceanu. 
W regionie Costa da Morte wciąż żywe są niektóre zwyczaje wywodzące się z okresu przedchrześcijańskiego. Część z nich przybrała w obecnych czasach formy pielgrzymek do miejsc od wieków uznawanych za święte, a nie związanych z chrześcijaństwem, jak choćby megality.

## Porty
- Arou
- Camariñas
- Camelle
- Corme
- Fisterra
- Laxe
- Malpica
- Muxía
- Santa Mariña